# Mucsy Szilvia
Mucsy Szilvia (Budapest, 1973. június 20. –) magyar fotográfus.

## Munkássága
Fotográfiai pályafutását a Fiatalok Fotóművészeti Stúdiójában kezdte 1996-ban, melynek később vezetője lett. A Moholy-Nagy Művészeti Egyetemen diplomázott fotóművészként, majd az Athéni Képzőművészeti Főiskolára járt fotó szakra, ahol Manolis Mpampousis volt a professzora. 2003 óta tagja a belga Young Photographers United-nak. Munkái a legismertebb budapesti galériák mellett egyéni és csoportos kiállításokon szerepelnek többek között Athénban, New Yorkban, Rómában, Pozsonyban, Brüsszelben a portugál Chaves-ben, Németországban, Észtországban... 2007-ben a National Geographic Magyarország 3. helyezettje lett, 2 alkalommal nyerte el a Pécsi József Fotóművészeti Ösztöndíjat, több alkalommal az Nemzeti Kulturális Alap alkotói ösztöndíját.
Fekete-fehér munkáiból 2008-ban, Mediterrano címmel fotóalbum jelent meg a Bohony Kiadó gondozásában, amelyben Görögország mellett Spanyol- és Olaszországban készült lírai dokumentarista képanyaga is látható.
2012 óta a RANDOM kortárs fotográfiai szervezet elnöke. A Budapest FotóFesztivál igazgatója, egyik alapítója.

## Munkái gyűjteményekben
- Jelenkori Fotográfiai Gyűjtemény és Dokumentáció, Országos Széchényi Könyvtár (OSZK), Budapest.

## Tanulmányok
- 2001-2005 Athéni Képzőművészeti Főiskola, fotó szak, Athén, Görögország
- 2000 Athén T.E.I. fotó tanszék – Athén, Görögország
- 1997-2003 Moholy-Nagy Művészeti Egyetem – vizuális kommunikáció tanszék, fotó szak MA
- 1991-1992 Práter utcai Fényképész Szakiskola

## Tagságok
- 2019 MAOE – Fotóművészeti tagozat
- 2012 RANDOM – Kortárs Alkotók Fotóművészeti Egyesülete - Elnök
- 2005 Young Photographers United – Belgium
- 2003-2015 Magyar Fotóművészek Szövetsége
- 1996-2003 Fiatalok Fotóművészeti Stúdiója (FFS) (2007-2009 elnökségi tag)

## Kiállításai
Egyéni
- 2020: Belső Tájak (Mucsy Szilvia, Kolozs Bea, Pataki Ágnes)  –Ybl Budai Kreatív Ház, Budapest - Kurátor: Lovass Dóra
- 2019: Personal Presence  – Barcelona Gallery, Belgrád, Szerbia
- 2018: Paralell Universe  – Photo Romania, Kolozsvár, Románia
- 2016: Mediterrano – Artphoto Gallery, Budapest
- 2015: Személyes Jelenlét – Faur Zsófi Galéria, Budapest
- 2014: Személyes Jelenlét – Római Magyar Akadémia, Róma, Olaszország
- 2013: Üres Színtér – Central European House of Photography, Pozsony, Szlovákia - Kurátor: Mihaela Bosakova
- 2007: Forza Italia! – Menta Terasz, Budapest
- 2007: Magyar Nagymamák – Fotocella Galéria, Budapest
- 2006: Budapest Csendje – Millenáris Park, Budapest
- 2005: XPOMA  – Millenáris Park, Budapest
- 2004: Solo exhibition  – Fotografikos Kyklos / Photohoros, Athén, Görögország – Kurátor: Platon Rivellis
- 2002: Fotocella Galéria és Kávéház, Budapest
- 2001: „Tenger, tenger”  – Vista Galéria, Budapest
- 2000: Országos Fotóhét  – Odeon Café galéria, Budapest
- 1998: Tölgyfa Galéria, Budapest  – /Varga Györgyivel/
- 1995: Rét Galéria, Budapest
- F.É.K. Galéria, Felsőgöd  – /Vancsó Zoltánnal/

Csoportos
- 2021: A FÉNY KÉPEI – II Fotóművészeti Nemzeti Szalon – Műcsarnok, Budapest – Kurátor: Haris László, Bán András
  - Come Closer RANDOM csoport kiállítása, DOKUBROM - RANDOM Galéria, Budapest
- 2019: Modernity X Hungary - Római Magyar Akadémia, Róma, Olaszország
- 2018: UNSEEN Amsterdam Festival – Futures Project csoportos kiállítás, Amszterdam, Hollandia
- 2017: LATARKA kortárs művészeti vásár 2017 – Lengyel Intézet, Budapest 
  - Seeing Sound – csoportos kiállítás a Humble Arts Foundation online galériájában
  - Object of Desire - A Random kortárs fotóművészeinek csoportos kiállítása a Photometria Festival-n, Ioannina, Görögország
  - Object of Desire - A Random kortárs fotóművészeinek csoportos kiállítása a Photo Romania Festival-on
  - 2017: HERE WE ARE A Random kortárs fotóművészeinek csoportos kiállítása a KUBIK Galériában
  - 2017: SCRATCH – A Random kortárs fotóművészeinek csoportos kiállítása az ArtBázis Összművészeti Műhelyben
- 2016: Regards sur la Ville – Fondation Vasarely, Aix-en-Provence, Franciaország - Kurátor: Pierre Vasarely
  - 2016: Modernity X Hungary – Alma on Dobbin Gallery, New York, USA - Kurátor: Gary Van Wyk
  - 2016: Képek és Pixelek – Műcsarnok, Budapest – Kurátor: Szarka Klára
  - 2016: Young Kertész & Young Hungarians – Magyar Kulturális Intézet, Szófia, Bulgária
- 2015: Color – Blank Wall Gallery, Athens, Greece – Kurátor: Markos Dolopikos
  - 2015: Young Kertész & Young Hungarians – Római Magyar Akadémia, Róma, Olaszország
  - 2015: RANDOM:15 – Élet/Terek - kArton galéria, Budapest - Kurátor: Böröczfy Virág
  - 2015: NKA csoportos kiállítása – Várket Bazár
- 2014: Young Kertész & Young Hungarians – Galerie STP, Greifswald, Németország
  - 2014: RANDOM:14 – Fotóhónap Fesztivál, Kolta Galéria, Budapest - Kurátor: Somosi Rita
  - 2014: Talált táj - TOBE galéria, Budapest
  - 2014: Athens New Horizont – a Fotograficus szervezésében, Athén, Görögország
- 2013: Young Kertész & Young Hungarians – Long Room Gallery,Athens,Greece - Kurátor: Joanna Vasdeki
  - 2013: RANDOM:13 – Személyes történelem, Design Terminál, Budapest - Kurátor: Oltai Kata
  - 2013: NKA 2012 - Művészet Malom, Szentendre - Kurátor:Herpai András
- 2012: Real Time Players – FUGA, Fotóhónap Fesztivál, Budapest - Kurátor: Somosi Rita
  - 2012: Off Plan – FUGA, Fotóhónap Fesztivál, Budapest - Kurátor: Joanna Vasdeki
- 2012: HOME – Umbrella Arts Gallery, New York, USA - Kurátor: Harvey Stein
  - 2012: RANDOM – Mai Manó Ház, Budapest - Kurátor: Kincses Károly
- 2011: Off Plan, Long Room Gallery, Athén, Görögország - Kurátor: Joanna Vasdeki
- 2010: 11th Athens International Festival of Artistic Photography, Athén, Görögország, - Kurátor: Hellenic Photographic Society
- 2009: „Egy lépéssel tovább” – FFS, Galerie Treppenhaus, Erlangen, Németország - Kurátor: Horst Kloever
- 2008: Évadzáró kiállítás, Boulevard&Brezsnyev Galéria, Budapest - Kurátor: Viktora Zsolt
- 2007: „Új Képek” - Fiatalok Fotóművészeti Stúdiója, Tartu, Észtország
  - 2007: Hewlett-Packard – A kultúra Európája, Budapest, Győr, Miskolc, Eger, Sopron, Pécs
  - 2007: Festimage – Finalisták kiállítása, Chaves, Portugália
  - 2007: Fotóművészeti Biennálé 2007 – Dunaújváros - Kurátor: Bőröczfy Virág
- 2006: Fotóhónap 2006 – Triptichon - Jövőháza, Csiga Galéria, Budapest
- 2004: Diethnis Minas Fotografias – Athéni Nemzetközi Fotóhónap, Athén, Görögország - Kurátor: Manolis Baboussis
  - 2004: „Tűsarok”, Retorta galéria (Göbölyös Luca, Kiss Nelli, Figuly Judit, Mucsy Szilvia, Szilágyi Lenke)
  - 2004: „Fotó 20” Ponton Galéria, MOME jubileumi kiállítása, Budapest
  - 2004: Athens School of Fine Arts – Athén, Görögország - Kurátor: Manolis Baboussis
- 2003: „Diploma” Millenáris Park, Budapest
  - 2003: Athens School of Fine Arts – Athén, Görögország - Kurátor: Manolis Baboussis
- 2002: „Postcards” a MOME. vizuális kommunikáció tanszék hallgatóinak kiállítása, T.E.I. Athén, Görögország
  - 2002: Athens School of Fine Arts – Athén, Görögország - Kurátor: Manolis Baboussis
- 2001: Országos Fotószalon, Műcsarnok, Budapest – Kurátor: Módos Gábor
- 2000: Citroën pályázat – Francia Intézet, Budapest
- 1998: Országos Fotóhét - FFS kiállítás, Kossuth Klub, Tölgyfa Galéria, Budapest
- 1997: Kortárs Magyar Fotográfia, Kisgaléria, Pécs
  - 1997: FFS kiállítása, Bolt Galéria, Budapest
  - 1997: Miskolci Galéria (Illés Barna, Mucsy Szilvia, Sióréti Gábor, Varga Györgyi, Varga Péter), Miskolc
- 1996: Fotográfiai Biennálé, Rondella Galéria, Esztergom
- 1993: Fotográfiai Biennálé, Vigadó Galéria, Budapest
- 1990: Fiatal Magyar Fotó '90 után, Miskolci Galéria, Miskolc – Kurátor: Bán András

## Díjak és ösztöndíjak
- 2017: PhosAthens International Streetphoto pályázat második helyezett és közönségdíj
- 2016: NKA Fotóművészeti kollégium - Alkotói Ösztöndíj
- 2014: EMMI Miniszteri támogatás
- 2013: NKA Fotóművészeti kollégium - Alkotói Ösztöndíj
- 2012: NKA Fotóművészeti kollégium - Alkotói Ösztöndíj
- 2010: NKA Fotóművészeti kollégium - Alkotói Ösztöndíj
- 2008: Pécsi József Fotográfiai Ösztöndíj
- 2007: National Geographic Nemzetközi Fotópályázat - Utazás és kultúrák kategória 3. helyezett
- 2006: NKA Fotóművészeti kollégium- Alkotói Ösztöndíj
- 2004: IKY Görög Állami Ösztöndíj
- 2003: Pécsi József Fotográfiai Ösztöndíj
- 2003: Magyar Ösztöndíj Bizottság görögországi ösztöndíja
- 2001: Pro Renovanda Cultura Hungariae ösztöndíj
- 2000: Socrates Nemzeti Iroda Erasmus ösztöndíj

## Publikációk munkáiról
2021  Esquire Magazine, Russia, May #179 / Moszkva, Oroszország
2020  Average Art magazine / London
AholeMagazine / London
2017 PipaBooks /Madrid/ "POLIS" - City Life photobook
Average Art magazin / London
Wotisart magazin / London
2016/2 European Journal of Media, Art & Photography, Szlovákia, portfólió
2015/2 Fotóművészet – Személyes Jelenlét című kiállítás bemutatása
2014/5 Art Photo Mag – HOME című munka bemutatása
2013/9 Új Szó – Pozsony, Szlovákia
2013/3 Fotóművészet - Budapest
2013/08 Új Művészet – (címlap és teljes oldalas kritika) Budapest
2012 Fotóhónap 2012 Festivál katalógus – MFSZ kiadványa
2012 Fotóművészet
2012 HOME – Exhibition Book – Umbrealla Arts Gallery Kiadványa
2012 JV² – Mini Art Magazin – Long Room Gallery kiadványa
2011 Kortárs Magyar Fotográfiák – Magyar Fotográfusok Háza kiadványa
2010 FFS Antológia, FFS, MFSZ kiadványa
2009 IMAGO Magazin Nr. 25-26.
2008 Dialógus – 2008 Fotóhónap kiadványa
2008/4. Fotóművészet / könyvajánló
2008 Foto/Video Black&White magazin - portfólió
2007/12. Foto/Video magazin
2007/10. National Geographic Magyarország
2007 A Dunaújvárosi Fotóbiennále 2007 kiadványa
2007 Budapest Képekben – a Jövő Háza Központ Kht kiadványa
2006 Yearbook Greek Culture 2005 (A görög kultúra évkönyve 2005.) Görögország
2006 Markovics Ferenc: Fények és Tények (Folpress Kiadó)
2006 Café Bábel Nr.56.
2005/11. Shots – Kreatív és reklám magazin - London, Anglia
2005 Shots – Évkönyv - London, Anglia
2005/5-6. Fotóművészet
2004/5. Fotografos - Görög Fotóművészeti Magazin - Athén, Görögország
2004/8. Fotografos - Görög Fotóművészeti Magazin - Athén, Görögország
2004 Az Év Fotói 2004
2004 Székfoglaló, A MOME kiadványa
2003/4. Foto/Video magazin
2001 Művészet – a Műcsarnok kiadványa
1997/1 Szellemkép Magazin
1996/1-2. Fotóművészet
1996/1 Szellemkép magazin
1994 Miltényi Tibor: Progresszív fotó (Szellemkép Kiadó)
1993/4. Szellemkép magazin
1993 Magyar Fotográfia ’93 – A Magyar Fotóművészek Szövetségének kiadványa